# South (cráter marciano)
South es un cráter de impacto perteneciente al cuadrángulo Mare Australe del planeta Marte, localizado en las coordenadas 77.1° Sur de latitud y 338.0° Oeste de longitud. Tiene 107.1 km de diámetro y debe su nombre al astrónomo británico sir James South. El nombre fue aprobado en 1973 por la Unión Astronómica Internacional (IAU).

## Formaciones de "queso suizo"
Muy cercanas al cráter aparecen unos elementos característicos del relieve marciano, denominados "formaciones de queso suizo" por su estructura agujereada. Se observaron por primera vez en el año 2000, utilizando imágenes tomadas por las cámaras de la nave Mars Orbiter. Su tamaño normalmente alcanza unos pocos centenares de metros, con unos 8 metros de profundidad, base plana y lados empinados. Suelen tener formas que recuerdan a la de una alubia, con una cúspide orientada hacia el polo sur. El ángulo del sol probablemente contribuye a su morfología.  Cerca del solsticio de verano de Marte, el sol puede quedar continuamente justo por encima del horizonte; esto hace que algunas paredes de una depresión redondeada recibirán un sol más intenso, sublimándose los materiales helados mucho más rápidamente que en el suelo. Las paredes retroceden debido al proceso de sublimación, mientras que el suelo permanece igual.
Cuando la helada estacional desaparece, las paredes de la fosa muestran un tono considerablemente más oscuro que el terreno circundante. Se ha observado que estas formaciones pueden crecer de 1 a 3 metros anuales, habiéndose sugerido que los terrenos donde se produce este fenómeno están formados por una capa relativamente delgada (8 m) de hielo de dióxido de carbono, situada por encima de un sustrato compuesto por hielo de agua envolviendo materiales granulares.

## Imágenes
| [[File:Wikisoutheast.jpg\|720px\|alt={{{Alt\|{{{descripción}}}]] | [[File:Wikisouthwest.jpg\|720px\|alt={{{Alt\|{{{descripción}}}]] |
| Cráter South, fotografías de la cámara CTX a bordo del Mars Reconnaissance Orbiter. Borde este y borde oeste del cráter South. (El norte, hacia la izquierda de las fotografías) |                                                                  |
| |                                                                  |
| Detalles de formaciones de "queso suizo" (la primera del lado este, y las otras dos del oeste)                                                                                   |                                                                  |